# José Antonio Encinas
José Antonio Encinas Franco (Puno, 30 de mayo de 1888 - Lima, 10 de julio de 1958) fue un educador y político peruano que defendió la educación en el Perú con sus ideas y contribuciones a la reforma educativa. Construyó una doctrina educativa que sirviera a la mayoría de la niñez y la juventud peruanas.Inicialmente,  sus esbozos pedagógicos los llevó a la práctica en su Puno natal; posteriormente, fundó el Colegio Dalton en el distrito de Lince, en Lima.

## Biografía
Sus padres fueron Mariano Encinas y Matilde Franco. Tras realizar sus primeros estudios en el Glorioso Colegio Nacional de San Carlos de su ciudad natal, regresa de la primera Promoción de Normalistas del Perú, en 1906, en Lima, y en 1907 es nombrado Director del Centro Escolar de Varones 881 de Puno, dando inicio a la experiencia pedagógica de la Primera Escuela Nueva en el Perú. Regresa a Lima en 1915 para hacerse cargo de la Dirección de la Escuela Normal de San Marcos, obteniendo el bachiller y doctor en letras y jurisprudencia, así como el doctorado en jurisprudencia en la Universidad Nacional Mayor de San Marcos.
En 1919, cuando el presidente Augusto B. Leguía dio inicio a su oncenio, fue elegido diputado por la provincia de Puno para la Asamblea Nacional de ese año que tuvo por objeto emitir una nueva constitución, la Constitución de 1920. Luego se mantuvo como diputado ordinario por la provincia de Lima hasta 1924. Sin embargo, su oposición a la reelección de Augusto Leguía hizo que fuera deportado a Guatemala, donde fue asesor del Ministerio de Educación y profesor de Psicología en la Universidad de San Carlos de Guatemala. En 1927, gracias a una beca de la Fundación Carnegie, siguió estudios en Antropología en el Fitzwilliam College de la Universidad de Cambridge, donde obtuvo un M.Sc. (Master of Science) sobre una tesis del indio Aimara peruano. Continuó su recorrido por los claustros europeos realizando estudios en Bolonia y Padua, entre 1927 a 1928 y en Francia, ingresó a la Universidad de París ("La Sorbona") entre 1928 a 1929, obteniendo el título de Doctor en Ciencias de la Educación. Llevó cursos también en las universidades de Bolonia, Padua y Oxford. 
A su retorno al Perú en 1930 (tras la caída del Gobierno de Leguía), se desempeña como Rector de la Universidad Nacional Mayor de San Marcos (1931). Durante el periodo 1933-1950 fue desterrado hasta en 3 ocasiones. Fue elegido Senador del departamento de Puno en 1945 y reelecto en 1950. A partir de 1956 se dedica casi exclusivamente a escribir sus últimas obras.
El 30 de mayo de 1933, los hermanos Encinas Franco fundaron e iniciaron las labores del Colegio Dalton, con el propósito de poner en práctica el innovador sistema de organización escolar, denominado Plan Dalton, ideado por la pedagoga norteamericana Helen Parskhurst.

## Títulos
- Máster en Antropología (Universidad de Cambridge - Inglaterra)
- Doctor en Ciencias de la Educación (Universidad de la Sorbona - Francia)

## Cargos
- Rector de la Universidad Nacional Mayor de San Marcos (1931)
- Profesor de Psicología de la Universidad Nacional de Guatemala
- Jefe del Departamento de Psicopedagogía del Liceo Aguayo (La Habana - Cuba)
- Director del Instituto Indigenista Peruano y Presidente del Instituto de Lenguas Aborígenes
- Senador y Diputado por el departamento de Puno reelecto en 2 ocasiones (Elegido en 1919, 1937 y 1950)

## Obras
- Totemism among the Ancient Peruvians. Cambridge
- Problemas del Profesorado Nacional
- La educación: su función social en el Perú en el problema de la nacionalización
- Contribución a una legislación tutelar indígena
- Causas de la Criminalidad Indígena
- Un Ensayo de escuela nueva en el Perú. (1932, París)
- Juventud
- Higiene Mental lecciones dedicadas a los padres de familia y a los maestros de escuela primaria
- Mi familia, mi escuela, mi casa (1932, Lima)
- Mi Madre , mi perro y mi amigo
- Historia de las universidades de Bolonia y Padua
- La reforma universitaria en el Perú.